# Hirrius
Hirrius is een geslacht van rechtvleugeligen uit de familie doornsprinkhanen (Tetrigidae). De wetenschappelijke naam van dit geslacht is voor het eerst geldig gepubliceerd in 1887 door Bolívar.

## Soorten
Het geslacht Hirrius omvat de volgende soorten:
- Hirrius mindanaensis Günther, 1938
- Hirrius montanus Günther, 1937
- Hirrius punctatus Stål, 1877
- Hirrius sarasinorum Günther, 1937
- Hirrius scrobiculatus Günther, 1937